# Raan (Gemeinde Schönberg am Kamp)
Raan ist ein Ort und eine Katastralgemeinde der Marktgemeinde Schönberg am Kamp im Bezirk Krems-Land in Niederösterreich.

## Geografie
Der Ort liegt auf einer Hochebene nördlich des Manhartsbergs zwischen Gars am Kamp und Maissau. Die Seehöhe in der Ortsmitte beträgt 386 Meter. Die Fläche der Katastralgemeinde umfasst 1,56 km². Die Einwohnerzahl beläuft sich auf 35 Einwohner (Stand 1. Jänner 2024).

## Postleitzahl
In der Marktgemeinde Schönberg am Kamp finden mehrere Postleitzahlen Verwendung. Raan hat die Postleitzahl 3564.

## Bevölkerungsentwicklung
| Jahr      | 1830 | 1846 | 1869 | 1951 | 1961 | 1981 | 1991 | 2001 |
| --------- | ---- | ---- | ---- | ---- | ---- | ---- | ---- | ---- |
| Einwohner | 81   | 88   | 80   | 64   | 45   | 44   | 42   | 44   |

## Geschichte
Raan wurde erstmals 1391 als Ran genannt. Im 15. Jahrhundert dürfte in Raan ein Gutshof bestanden haben, der um 1580 von den Herren von Puchberg in eine schlossartige Anlage mit Wirtschaftsgebäuden umgewandelt wurde. 1622 erwarb Vinzenz Muschinger, der auch Besitzer der Herrschaften Horn und Rosenburg war, Ort und Schloss Raan. 1681 gelangte Raan an die Familie Hoyos-Sprinzenstein, die die erhaltenen Reste des Schlosses noch heute besitzt und als Forsthaus nutzt.
Laut Adressbuch von Österreich waren im Jahr 1938 in Raan zwei Landwirte mit Direktvertrieb ansässig. Seit der Gemeindezusammenlegung 1972 ist Raan ein Ortsteil der Großgemeinde Schönberg am Kamp.

## Wirtschaft und Infrastruktur

### Verkehr
Raan ist nicht an den ÖPNV angebunden. Seit 1995 fährt der Garser Bus, eine Initiative des Wirtschaftsvereins „Gars Innovativ“, jeweils dienstags und freitags sämtliche Orte der Marktgemeinde Gars am Kamp und weitere Orte der Umgebung, darunter auch Raan im Gemeindegebiet von Schönberg am Kamp an, um Personen, die keinen PKW besitzen und keinen Anschluss an den ÖPNV haben, Einkäufe und Erledigungen in Gars am Kamp zu ermöglichen.

## Bedeutende in Raan geborene oder hier wirkende Menschen
- Ernst Karl von Hoyos-Sprinzenstein (1830–1903), Besitzer von Schloss und Herrschaft Raan.
- Ernst Karl Heinrich Hoyos-Sprinzenstein (1856–1940), Besitzer von Schloss Raan.
- Johann Ernst von Hoyos-Sprinzenstein (1779–1849), Besitzer von Schloss und Herrschaft Raan.
- Rudolf Hoyos-Sprinzenstein (1884–1972), Besitzer von Schloss Raan.
- Vinzenz Muschinger (16. Jh.-1628), Besitzer von Schloss und Herrschaft Raan.